# أسل سكيمي
أسل سكيمي (الاسم العلمي: Juncus sikkimensis) نوع نباتي يتبع جنس الأسل وينتمي إلى الفصيلة الأسلية.